# 望地
望地（もうち）は、神奈川県海老名市にある地名。現行行政地名は望地一丁目及び望地二丁目。住居表示実施済み区域。

## 地理
海老名市北東部の目久尻川左岸に位置する。一帯は座間丘陵の南部にあたる。中央部を神奈川県道40号横浜厚木線（厚木街道、かつての矢倉沢往還）が東西に走り、同県道の南側に一丁目、北側に二丁目が位置する。
南北に県営の団地があるなど住宅化が進んでいる一方、目久尻川沿いには畑が広がる。
北で柏ケ谷、西から南で目久尻川を挟んで国分南、東で綾瀬市小園と隣接するほか、南端の目久尻川上で綾瀬市早川ともわずかに接している（特記ないものは海老名市）。

### 面積
面積は以下の通りである。
| 丁目       | 面積（km2） |
| ---------- | ----------- |
| 望地一丁目 | 0.08        |
| 望地二丁目 | 0.13        |
| 計         | 0.21        |

### 河川
- 目久尻川

## 歴史
石器時代の遺構などが地内から発見されている。

### 地名の由来
「相模国分寺を望む地」に由来するという。

### 沿革
- 江戸時代 - 高座郡望地村成立。
- 1868年（明治元年） - 望地村、神奈川府を経て神奈川県に所属。
- 1889年（明治22年）4月1日 - 町村制施行により高座郡海老名村大字望地となる。
- 1940年（昭和15年）12月20日 - 海老名村が町制施行し、海老名町となる。
- 1971年（昭和46年）11月1日 - 海老名町が市制施行し、海老名市となる。
- 1997年（平成9年）9月29日 - 全域で住居表示実施、望地一丁目・二丁目成立[6]。

### 町名の変遷
| 実施後     | 実施年月日    | 実施前           |
| ---------- | ------------- | ---------------- |
| 望地一丁目 | 1997年9月29日 | 大字望地小字道下 |
| 望地二丁目 | 1997年9月29日 | 大字望地小字道上 |

## 世帯数と人口
2023年（令和5年）1月1日現在（海老名市発表）の世帯数と人口は以下の通りである。
| 丁目       | 世帯数  | 人口    |
| ---------- | ------- | ------- |
| 望地一丁目 | 180世帯 | 388人   |
| 望地二丁目 | 432世帯 | 1,103人 |
| 計         | 612世帯 | 1,491人 |

### 人口の変遷
国勢調査による人口の推移。
| 年                 | 人口  |
| ------------------ | ----- |
| 1995年（平成7年）  | 1,277 |
| 2000年（平成12年） | 1,231 |
| 2005年（平成17年） | 1,189 |
| 2010年（平成22年） | 1,348 |
| 2015年（平成27年） | 1,446 |
| 2020年（令和2年）  | 1,456 |

### 世帯数の変遷
国勢調査による世帯数の推移。
| 年                 | 世帯数 |
| ------------------ | ------ |
| 1995年（平成7年）  | 415    |
| 2000年（平成12年） | 431    |
| 2005年（平成17年） | 450    |
| 2010年（平成22年） | 525    |
| 2015年（平成27年） | 554    |
| 2020年（令和2年）  | 594    |

## 学区
市立小・中学校に通う場合、学区は以下の通りとなる（2022年12月時点）。
| 丁目       | 番地 | 小学校                 | 中学校                 |
| ---------- | ---- | ---------------------- | ---------------------- |
| 望地一丁目 | 全域 | 海老名市立海老名小学校 | 海老名市立海老名中学校 |
| 望地二丁目 | 全域 | 海老名市立海老名小学校 | 海老名市立海老名中学校 |

## 事業所
2021年（令和3年）現在の経済センサス調査による事業所数と従業員数は以下の通りである。
| 丁目       | 事業所数 | 従業員数 |
| ---------- | -------- | -------- |
| 望地一丁目 | 6事業所  | 6人      |
| 望地二丁目 | 8事業所  | 45人     |
| 計         | 14事業所 | 51人     |

### 事業者数の変遷
経済センサスによる事業所数の推移。
| 年                 | 事業者数 |
| ------------------ | -------- |
| 2016年（平成28年） | 13       |
| 2021年（令和3年）  | 14       |

### 従業員数の変遷
経済センサスによる従業員数の推移。
| 年                 | 従業員数 |
| ------------------ | -------- |
| 2016年（平成28年） | 56       |
| 2021年（令和3年）  | 51       |

## 交通
地内を通る鉄道路線および高速道路・国道はない。

### バス
- 相鉄バス
県道40号上を走り、海老名駅と綾瀬市・大和市方面を結ぶ。
  - 綾41系統 海老名駅行・綾瀬車庫経由綾瀬市役所行（一部は綾瀬車庫止まり）
  - 綾43系統 海老名駅行・早川経由綾瀬市役所行
  - 綾51系統 海老名駅行・釜田経由綾瀬市役所行
  - 綾52系統 海老名駅行・相模大塚駅南口行
  - 綾53系統 海老名駅行・綾瀬車庫行
- 神奈川中央交通
県道40号上を走り、望地交差点からは綾瀬市境の道を北東方向へ向かう。
  - 海03系統 海老名駅東口行・かしわ台駅行
  - 海08系統 海老名駅東口行・鶴間駅行（1日1往復のみ）

### 道路
主要地方道
- 神奈川県道40号横浜厚木線

## 施設
望地一丁目
- 県営海老名さつきハイツ
- 望地道下公園

望地二丁目
- 県営望地団地
- 望地道上公園
- 山王稲荷社

## ギャラリー

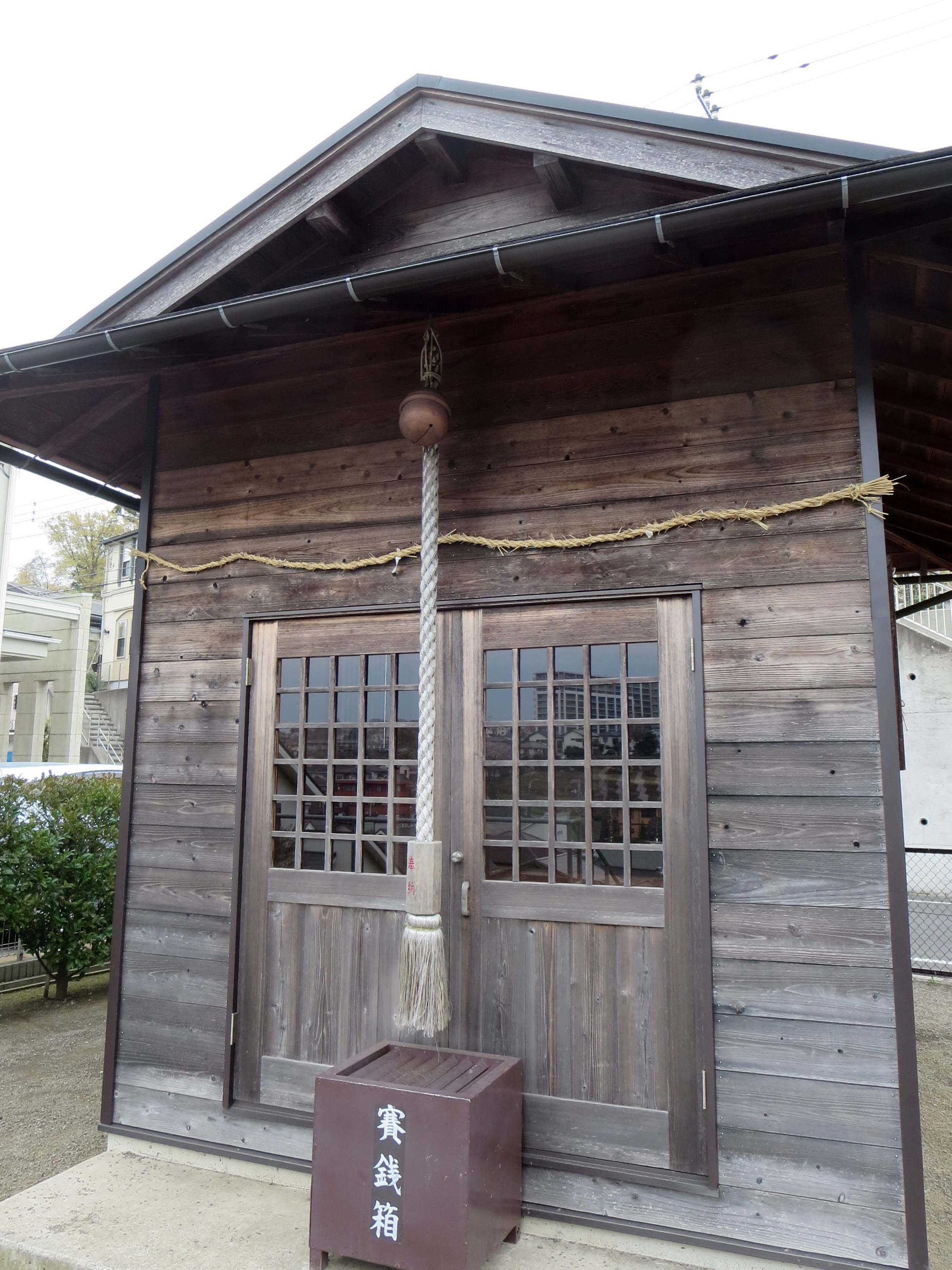
山王稲荷社本堂（2016年4月）

## その他

### 日本郵便
- 郵便番号 : 243-0403[3]（集配局 : 綾瀬郵便局[16]）。